# Richard Konkolski
Richard Konkolski (* 6. července 1943 Bohumín) je český mořeplavec a účastník řady mezinárodních námořních závodů, třikrát obeplul sám zeměkouli. Poprvé jako 53. na světě a první Čech.

## Život
Richard Konkolski se vyučil zedníkem, vystudoval stavební průmyslovku a řadu stavařských kurzů. Pracoval na výrově těžkých panelů pro VOKD a později měl na starosti stavební investiční výstavbu Lachemy n.p. v Bohumíně. Rovněž projektoval různé stavby a byl členem bohumínské komise výstavby. V rámci Akcí-Z (brigadnická dobrovolná činnost spoluobčanů) vyprojektoval, zajistil a postavil spolu s občany řadu staveb jako veřejné záchodky v parčíku Boženy Němcové v Přívoze, cestičky a letní kino v bohumínském parku, samoobsluhu v Šunychlu, přírodní koupaliště Kališok, letní dětský tábor a rozsáhlou loděnici pro jeho jachetní oddíl TJ ŽD Bohumín, mimo jiné.
Už od mládí se věnoval řadě sportů. Závodní jachting začal v 16 letech v TJ ŽD Bohumín. V letech 1959 až 1966 se účastnil řady jachtařských závodů v Československu, stal se mistrem severní Moravy.
Koncem roku 1966 začal v Bohumíně stavět svépomocí plachetnici Niké. V roce 1972 se poprvé účastnil závodů osamělých mořeplavců OSTAR (Observer Single Handed Transatlantic Race) přes Atlantik z anglického Plymouthu do amerického Newportu. Vzhledem ke zlomenému stěžni a dalším problémům na Atlantiku však nebyl oficiálně klasifikován. Organizátoři uzavřeli závod o 12 hodin dříve než stanovily závodní předpisy a neuznali protest. Sólo závodu přes Atlantik se zúčastnil i v roce 1976, kdy obsadil 2. místo a v roce 1980, kdy obsadil 4. místo.
Po ukončení závodu v roce 1972 pokračoval na plachetnici Niké I v plavbě kolem světa. Po třech létech a 342 dnech plavby na mořích ukončil trasu v roce 1975 v Plymouthu a později v polském Svinoústí a Štětíně. Stal se prvním obyvatelem Československa a prvním suchozemcem, který sólo obeplul zeměkouli a Niké byla ve své době druhým nejmenším plavidlem, kterému se to povedlo. Byl oceněn mimo jiné tituly Mistr sportu (1975), Zasloužilý mistr sportu (1976), sportovec roku Severomoravského kraje (1978), ocenění za sportovní úspěchy ÚV ČSTV (1978) a jachtař roku (1975, mezinárodní 1983). Řadu ocenění získal také v Polsku a USA.
Jeho příběh zpopularizovaly stovky reportáží, které psal pro řadu časopisů a hlavně pro deník Mladá Fronta a také spolupráce s ostravským studiem Československé televize, které ve spolupráci s ním natočilo řadu dokumentárních filmů pod vedením režiséra a kameramana  Jiří Vrožina a scenáristy Milan Švihálek.
Emigroval v červnu 1982. Svaz jachtingu mu odmítl dát souhlas na start v historicky prvním závodu sólo mořeplavců kolem světa. Proto během výjimečného stavu v Polsku bez nutných povolení odplul i s manželkou Miroslavou a synem Richardem ze Štětína. V nepřítomnosti byl následně odsouzen za údajnou krádež plachetnice Niké II., kterou vedly v evidenci ŽD Bohumín, a za nedovolené opuštění republiky k mnohaletému vězení a peněžitému trestu.
Zamířili do Newportu v americkém státě Rhode Island, kde Konkolski rodinu ubytoval a vydal se na desetiměsíční závod kolem světa. Po návratu se v Newportu usadili a časem založil kvalitní multimediální studio. Věnoval se výrobě reklamních filmů a propagačních materiálů. Byl členem MPEG, jedním z prvních ve státě Rhode Island editoval s pomocí komputérů, produkoval DVD, filmoval v High Definition, streamoval na Internetu a používal lišty v obraze. Přes 20 let zajišťoval veškerá media pro dvě místní university a jeho klienty byly podníky jako Westinghouse, The International Hall of Fame, Lois Vuitton, GFN, Inc., Nawal War College Museum, NUWC, McLaughlin Research Corp., SAIC a další. 

Závodu osamělých mořeplavců kolem světa The BOC Challenge (pozdější Velux 5 Oceans Race) se celkem zúčastnil dvakrát, v letech 1982/83 a 1985/86. V kategorii menších plachetnic vyhrál dvě etapy a získal 3., respektive 5. místo. Podařilo se mu přitom ustanovit dvanáct světových rekordů, přičemž mu zůstává prvenství v tom, že jako první sólo mořeplavec v historii vykonal plavbu kolem zeměkoule třikrát, a to v obou směrech. Za své jachtařské sportovní úspěchy byl čtyřikrát oceněn titulem Jachtaře roku v třech různých zemích.
Po sametové revoluci udělil Richardu Konkolskému a jeho ženě Miroslavě Český svaz jachtingu v roce 1999 čestné členství jako ocenění za propagaci českého jachtingu u nás a v zahraničí. V roce 2013 byl oceněn Medailí Za zásluhy v oblasti sportu prezidentem Milošem Zemanem. Paradoxně jako Čech byl v roce 1987 oceněn Senátem státu Rhode Island v USA a americkým prezidentem Ronaldem Reaganem a jako Američan v roce 2013 byl oceněn Senátem a měsíc později prezidentem České republiky. V roce 2014 mu a jeho rodině bylo vráceno české občanství a roku 2015 se mohl i s rodinou vrátit zpět domů do Česka. V roce 2020 byla plachetnice Niké dočasně vystavena v Malém světě techniky U6 v Dolních Vítkovicích v rámci interaktivní expozice. Jachta byla zapůjčena Nadačnímu fondu Historie dobrodružství. Je součástí expozice Národního technického muzea v Praze.

## Filmy
- Sám proti moři, vyrobilo Televizní studio Ostrava, 1971 (režie Jiří Vrožina)[9]
- Jak jsme pluli za Vikingy, vyrobilo Televizní studio Ostrava, 1971 (režie Jiří Vrožina)[10]
- Sám přes Atlantik, vyrobilo Televizní studio Ostrava, 1972 (režie Jiří Vrožina)[11]
- 180 poledníků, vyrobilo Televizní studio Ostrava, 1973 (režie Jiří Vrožina)[12]
- K mysu Dobré naděje”, vyrobilo Televizní studio Ostrava, 1974 (režie Jiří Vrožina)[12]
- Třetí oceán”, vyrobilo Televizní studio Ostrava, 1975 (režie Jiří Vrožina)[12]
- Návrat kapitána, vyrobilo Televizní studio Ostrava, 1975 (režie Jiří Vrožina)[13]

## Knihy
Konkolski je autorem dvaceti šesti knih. V roce 2023 o něm vydalo brněnské nakladatelství Jota rozsáhlou biografii Richard Konkolski. Být první.
- Jachtařská etiketa, OV ČSTV, 1968
- Lodní kompasy, OV ČSTV Karviná, 1969
- Signalisace, OV ČSTV, 1969
- Sám proti moři, Magnet Press, 1973
- Dobrodružství křtěné mořem, 1976
- 360 poledníků pod plachtami, Profil 1978
- Sám cez oceány, Šport, 1980
- Sólo přes Atlantik, Olympia, 1980
- Atlantik: Preteky a osudy osamelých jachtárov, Šport, 1981
- Samotnie przez Atlantyk, Wydawnictwo Morskie Gdaňsk, 1982
- Aljašský deník – Plavby za dobrodružstvím, 2011
- Osamělá žena osamělého mořeplavce – Plavby za dobrodružstvím, 2011
- Setkání se Sv. Helenou – Plavby za dobrodružstvím, Klaris, 2011
- Zápas o Atlantik, Klaris, 2011
- Bouře před Bermudami, Knihy Konkolski, 2013
- Karibikem na Pacifik, Knihy Konkolski, 2013
- Obři oceánů: Velryby a velrybáři, Knihy Konkolski, 2013
- Na ostrově pirátů – Niké na plavbě kolem světa – část čtvrtá, Knihy Konkolski, 2016
- Galapágy-Začarované ostrovy – Niké na plavbě kolem světa – část pátá, Knihy Konkolski, 2019
- Neodolatelná výzva: drama sólo závodu kolem světa The BOC Challenge 1982/83, Knihy Konkolski, 2021
- Loď Ahoj!, Knihy Konkolski, 2024
- Sám na Niké kolem světa (komiks), Knihy Konkolski, 2024